# Nautischer Funkdienst
Der Nautische Funkdienst (NF) ist eine Publikation des deutschen Bundesamts für Seeschifffahrt und Hydrographie (BSH). Sie enthält Informationen über Seefunk- und Sonderdienste, wie beispielsweise NAVTEX, Ortungs- und Wetterinformationen. Der Nautische Funkdienst, Band I bis Band IV, ist in dieser Form zum 30. Juni 2000 eingestellt worden. Jetzt erscheint der Nautische Funkdienst als einbändiges Werk. Der Nautische Funkdienst enthält Frequenzen und Sendezeiten sämtlicher Küstenfunkstellen, NAVTEX- und Rundfunksender für den Empfang von Wettermeldungen, Warnnachrichten oder das Aussenden von Notrufen.
Eine reduzierte Ausgabe für Motor- und Segelyachten auf See ist der Funkdienst für die Klein- und Sportschifffahrt, früher Jachtfunkdienst genannt. Während für die Berufsschifffahrt eine weitgehende Ausrüstungspflicht bei Seefunkanlagen besteht (siehe auch SOLAS), ist der Sport- und Freizeitschifffahrt weitgehend freigestellt, ob sie an Sprechfunk- und Informationsdiensten teilnimmt.   Lediglich für Charteryachten mit einer Länge von mehr als 12 m existiert eine Ausrüstungspflicht.
Die wöchentlich erscheinenden Nachrichten für Seefahrer und ein Online-Berichtigungsservice des Bundesamtes für Seeschifffahrt und Hydrographie gewährleisten eine ständige Aktualität der Angaben.

## Aktuelle Ausgabe
- Bundesamt für Seeschifffahrt und Hydrographie (BSH): Handbuch Nautischer Funkdienst. 15. Auflage. Bundesamt für Seeschifffahrt und Hydrographie, Hamburg u. a. 2019, ISBN 978-3-86987-919-2.